# Minicar (Jinonice)
Minicar 300 byl dvoumístný až čtyřmístný, malý lidový osobní automobil s dvoudveřovou karosérií, vzniklý v ČSR v Leteckých závodech, národní podnik v roce 1948. Vozítko Minicar bylo vyrobeno v bývalé továrně Walter v pražských Jinonicích a Rudém Letovu v Letňanech podle návrhu ing. Rudolfa Vykoukala (15.1.1905-15.3.1987). Vůz "kategorie" Lidové vozítko byl představen veřejnosti na podzimní výstavě vozítek v Praze.

## Vznik a vývoj

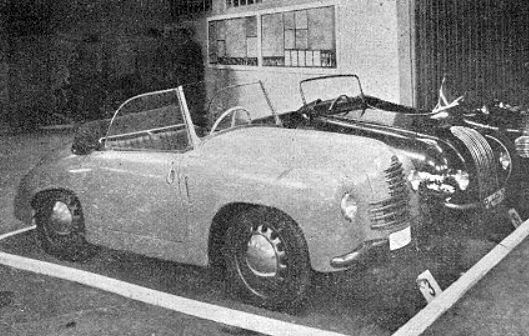
Minicar na Výstavě lidových vozítek (Praha 1948)

Nedostatek osobních automobilů v poválečných letech a jejich vysoké ceny vyvolaly vznik miniaturních vozítek. Na ženevském autosalonu v roce 1947 byl patrný značný zájem návštěvníků o představovaná vozítka firem Moretti (Moretti S.p.A., Torino), Boitel (Automobiles Boitel, Paris), Julien (MM5, Société des Études Automobiles M. A. Julien, Paris) atd. Tento zájem byl patrný i v Československu. Kolektiv konstruktérů vedený "otcem" Minorů ing. R. Vykoukalem projekt Minicaru zrealizoval za pouhého půl roku tak, aby vůz mohl být představen veřejnosti ještě v roce 1948. Vůz vyjel na první zkušební jízdu 1. září 1948.

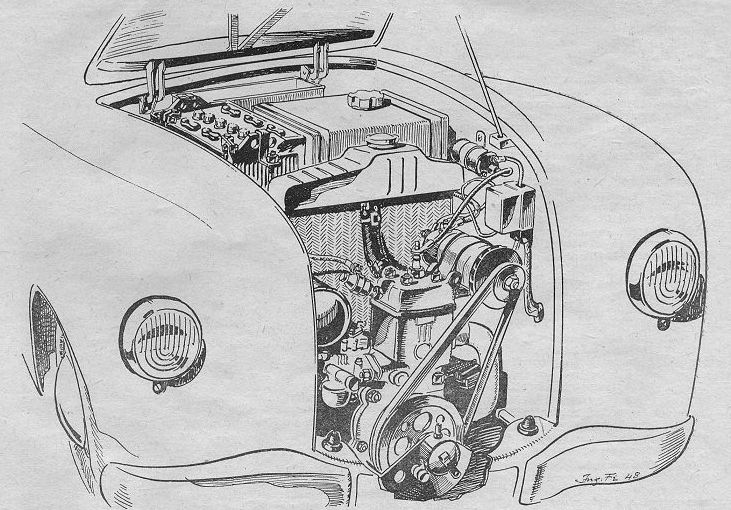
Uložení motoru (Svět motorů č. 44/1948)

Ústřední technický výbor AKRČs uspořádal ve dnech 23. 10.-7. 11. Výstavu lidových vozítek, tj. malých vozidel, která svým pohodlím, výkonem, spotřebou a cenou vyplňují mezeru mezi motocykly a nejmenšími automobily. Na výstavě, která byla umístěna v sále fy. Ing. Dobrý na Náměstí Republiky v Praze II, bylo obecenstvu předvedeno více než 25 různých vozítek (mj. Dálník Jana Anderleho, Lidovka Zdeňka Piláta, Frada Františka Adámka z Modřan, otec automobilového závodníka Miroslava atd.). K výstavě byly vydány bohatě ilustrované katalogy, v nichž byly vystavené konstrukce popsány a zobrazeny. Nejúspěšnější vozítko podle ankety bylo odměněno peněžitou cenou, hlavní peněžitou cenu udělila technická komise. Ve vyhlášené anketě dostalo vozítko Minicar z 24 067 odevzdaných hlasovacích lístků plných 66% a po právu mu byla udělena 2. cena soutěže (1. cena nebyla udělena, takže byl vlastně vítězem). Jeho fotografie se dostaly do mnoha zahraničních časopisů a novin. Došly dokonce objednávky z USA. Jeho první předvedení bylo bohužel i poslední. Sériová výroba v Automobilových závodech n.p. nebyla doporučena a žádný ze vznikajících družstevních podniků neměl vhodné podmínky (výrobní zařízení), kapacity a prostředky pro náročnou výrobu automobilových dílů a hlavně karoserií.
Údajně byl postaven jediný exemplář, některé prameny ale zmiňují dva postavené vozy.

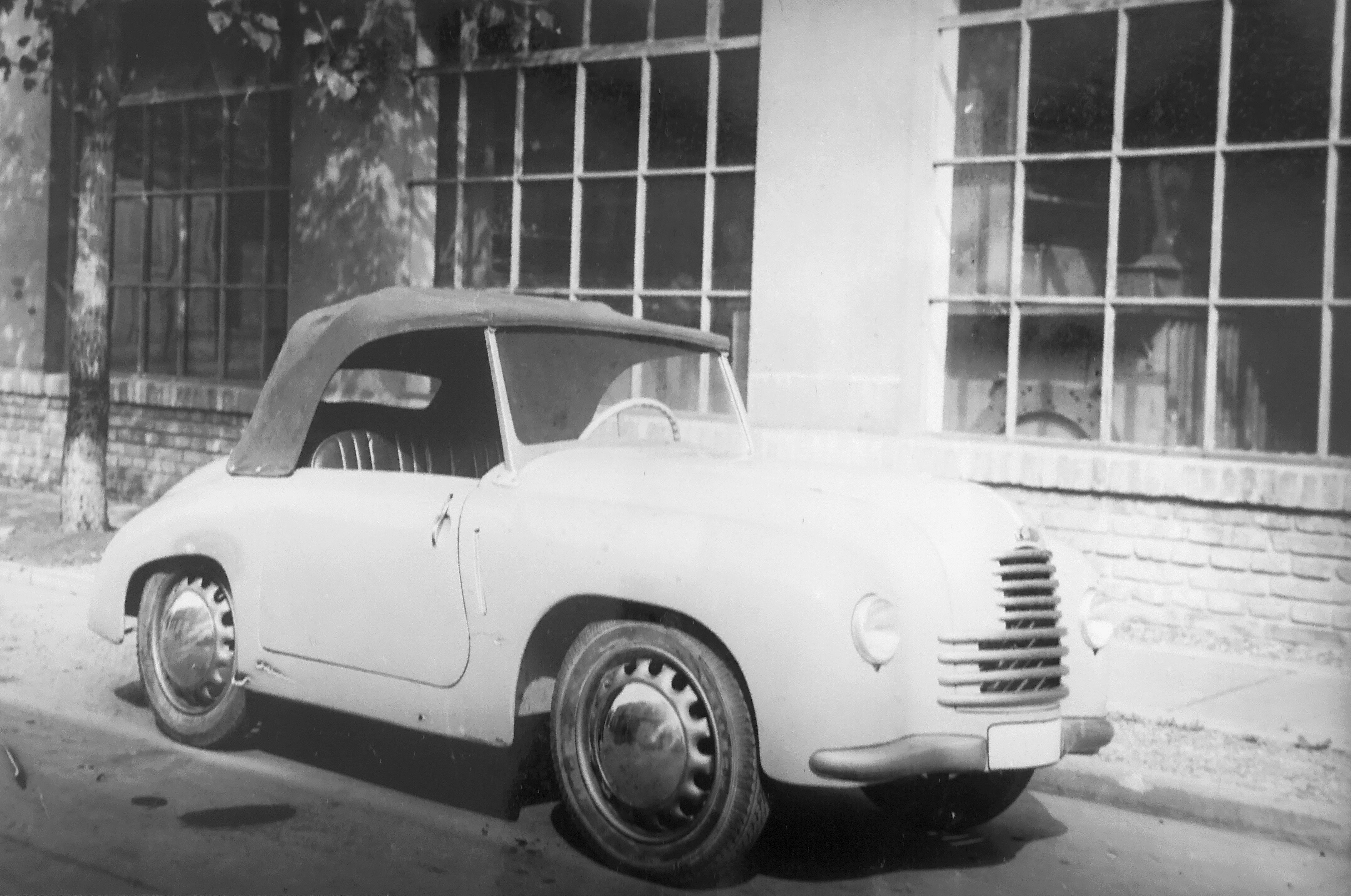
Vozítko Minicar

## Motor
Hnací jednotkou byl jednoválcový dvoudobý vodou chlazený motor, uložený před přední hnací nápravou. Motor Minicaru tvořil jeden válec o zdvihovém objemu 308 cm³ při vrtání 70 mm a zdvihu 80 mm (tj. polovina motoru z Aera Minoru). Výkon motoru byl oproti Minoru zhruba poloviční (7,5 kW/10 k při 3500 ot/min). Vůz dosahoval rychlosti 75-80 km/h s průměrnou spotřebou paliva 4,1-4,5 l/100 km. Spojka mezi motorem a převodovkou byla jednodisková, suchá. Převodovka byla třístupňová se zpětným chodem, kombinovaná se skříní kuželového diferenciálu. Převodovka, rozvodovka a diferenciál byly v jednom bloku zavěšeny před přední nápravou. Motor byl vybaven nově zkonstruovaným dynamo startérem z PAL Kbely a automatickým elektrickým dekompresorem. Byl uložen ve 3 bodech na gumových blocích. Agregát využíval několik součástí z motoru Aera Minor.

## Podvozek
Lichoběžníkový rám byl tvořen dvěma podélníky z ocelových U-profilů, k němuž byly nápravy přichyceny. Minicar měl rozvor náprav 1700 mm, rozchod kol vpředu i vzadu 1000 mm. Hmotnost podvozku byla pouhých 205 kg. Byl osazen pneumatikami 4,00-15. Pohon předních kol byl kuželovým soukolím o převodu 1:5,52. Přední náprava měla dvě listová pera napříč nad sebou, zadní byla tuhá, vytvořená z ocelové trubky, odpružená dvěma podélnými čtvrteliptickými listovými pery. Brzdy byly mechanické, pouze na dvě přední kola.

## Karoserie
Minicar s otevřenou karoserií kabriolet byl uzpůsoben pro přepravu 2+2 osob (vpředu dospělí, vzadu děti nebo zavazadla). Díky minimalizovaným rozměrům (délka 3000 mm, šířka vozu 1275 mm, výška s nataženou plátěnou střechou 1250 mm) vůz vážil jen 335-340 kg. Minicar uvezl 2 dospělé osoby a dvě děti.